# Miroslav Protiva
Miroslav Protiva (17. listopadu 1921 Praha – 6. března 1998 Praha) byl jeden z nejproduktivnějších českých chemiků. Byl žákem V. Preloga. Jeho skupina na VŠCHT a ve Výzkumném ústavu pro farmacii a biochemii v Praze syntetizovala na 13 000 nových sloučenin, 26 z nich se stalo originálními léky.
Mimo jiné vyvinul exportně vůbec nejúspěšnější originální československý lék dosulepin (Prothiaden), známý i ve Spojeném království. Publikoval celkem 550 původních vědeckých sdělení a uděleno bylo cca 800 patentů. Především šlo o antihistaminika mefenhydramin (Alfadryl) nebo mebrofenhydramin (Bromadryl), analog dibenzo[b,e]thiepinu antihistaminikum medosulepin (Methadien), thiofenový analog bisulepin (Dithiaden), už zmiňované antidepresivum dosulepin (Prothiaden), spasmolyticky účinné sulfoniové soli neboli hexadifensulfoniumjodid (Thiospasmin) a oxyfensulfoniumjodid (Thiospasmin inj.) neuroleptika, deriváty dibenzo[b,f]thiepinu klorotepin (Clotepin) a oxyprothepin (Meclopin).
Miroslav Protiva byl také agentem StB, ev. č. 8758, krycí jméno Miroslav.